# 方传龙
方传龙（1969年1月—），男，汉族，黑龙江依兰人，中华人民共和国政治人物。曾任黑龙江省卫生健康委员会主任，齐齐哈尔医学院院长，现任民建黑龙江省委主委，黑龙江省人大常委会副主任。第十四届全国政协委员。